# Вудсток (парафія, Нью-Брансвік)
Вудсток (англ. Woodstock) — парафія в Канаді, у провінції Нью-Брансвік, у складі графства Карлтон.

## Населення
За даними перепису 2016 року, парафія нараховувала 2220 осіб, показавши зростання на 2,5%, порівняно з 2011-м роком. Середня густина населення становила 11,3 осіб/км².
З офіційних мов обидвома одночасно володіли 285 жителів, тільки англійською — 1 900, тільки французькою — 5, а 5 — жодною з них. Усього 55 осіб вважали рідною мовою не одну з офіційних, з них 5 — одну з корінних мов.
Працездатне населення становило 65,7% усього населення, рівень безробіття — 6,3% (6,4% серед чоловіків та 5,4% серед жінок). 84,4% осіб були найманими працівниками, а 13,9% — самозайнятими.
Середній дохід на особу становив $40 135 (медіана $31 680), при цьому для чоловіків — $46 010, а для жінок $33 939 (медіани — $40 021 та $26 576 відповідно).
29,1% мешканців мали закінчену шкільну освіту, не мали закінченої шкільної освіти — 14,7%, 56,5% мали післяшкільну освіту, з яких 27% мали диплом бакалавра, або вищий.
| Статево-вікова структура населення | Статево-вікова структура населення | Статево-вікова структура населення | Статево-вікова структура населення | Статево-вікова структура населення |
| ---------------------------------- | ---------------------------------- | ---------------------------------- | ---------------------------------- | ---------------------------------- |
|                                    |                                    |                                    |                                    |                                    |
| Всього                             | Всього                             | 50,2%49,8%                         |                                    |                                    |
| 0 — 14 років                       | 0 — 14 років                       |                                    | 18,7%                              | 18,7%                              |
| 15 — 64 років                      | 15 — 64 років                      |                                    | 65,6%                              | 65,6%                              |
| 65 і більше                        | 65 і більше                        |                                    | 15,7%                              | 15,7%                              |
| 85 і більше                        | 85 і більше                        |                                    | 1,3%                               | 1,3%                               |
| Середній вік (років)               | Середній вік (років)               | 40,142,1                           | 41,1                               | 41,1                               |
| Медіана (років)                    | Медіана (років)                    | 42,343,2                           | 42,7                               | 42,7                               |
| — чоловіки — жінки                 |                                    |                                    |                                    |                                    |

| Походження мешканців:     | Походження мешканців:     | Походження мешканців: | Походження мешканців: | Походження мешканців: |
| ------------------------- | ------------------------- | --------------------- | --------------------- | --------------------- |
| Походження                |                           |                       | осіб                  | %                     |
| Корінні американці        | Корінні американці        |                       | 120                   | 5.49%                 |
| Інше північноамериканське | Інше північноамериканське |                       | 1 010                 | 46.22%                |
| Європейське               | Європейське               |                       | 1 505                 | 68.88%                |
| британське                | британське                |                       | 1 345                 | 61.56%                |
| французьке                | французьке                |                       | 220                   | 10.07%                |
| Африканське               | Африканське               |                       | 10                    | 0.46%                 |

| Зайнятість населення за галузями (за класифікацією NOC): | Зайнятість населення за галузями (за класифікацією NOC): | Зайнятість населення за галузями (за класифікацією NOC): | Зайнятість населення за галузями (за класифікацією NOC): | Зайнятість населення за галузями (за класифікацією NOC): |
| -------------------------------------------------------- | -------------------------------------------------------- | -------------------------------------------------------- | -------------------------------------------------------- | -------------------------------------------------------- |
|                                                          |                                                          |                                                          |                                                          |                                                          |
| Управління                                               | Управління                                               |                                                          | 12,4%                                                    | 12,4%                                                    |
| Бізнес, фінанси та адміністрування                       | Бізнес, фінанси та адміністрування                       |                                                          | 15,5%                                                    | 15,5%                                                    |
| Природничі та прикладні науки                            | Природничі та прикладні науки                            |                                                          | 4,3%                                                     | 4,3%                                                     |
| Охорона здоров'я                                         | Охорона здоров'я                                         |                                                          | 9,9%                                                     | 9,9%                                                     |
| Освіта, правозахист, муніципальні та урядові служби      | Освіта, правозахист, муніципальні та урядові служби      |                                                          | 8,6%                                                     | 8,6%                                                     |
| Мистецтво, культура, відпочинок та спорт                 | Мистецтво, культура, відпочинок та спорт                 |                                                          | 0,9%                                                     | 0,9%                                                     |
| Роздрібна торгівля та послуги                            | Роздрібна торгівля та послуги                            |                                                          | 21,5%                                                    | 21,5%                                                    |
| Гуртова торгівля, транспорт та обладнання                | Гуртова торгівля, транспорт та обладнання                |                                                          | 20,6%                                                    | 20,6%                                                    |
| Природні ресурси, сільське господарство                  | Природні ресурси, сільське господарство                  |                                                          | 4,7%                                                     | 4,7%                                                     |
| Виробництво                                              | Виробництво                                              |                                                          | 2,6%                                                     | 2,6%                                                     |

## Клімат
Середня річна температура становить 4,6°C, середня максимальна – 23,4°C, а середня мінімальна – -17,5°C. Середня річна кількість опадів – 1 068 мм.
| Клімат поселення                              | Клімат поселення | Клімат поселення | Клімат поселення | Клімат поселення | Клімат поселення | Клімат поселення | Клімат поселення | Клімат поселення | Клімат поселення | Клімат поселення | Клімат поселення | Клімат поселення | Клімат поселення |
| Показник                                      | Січ.             | Лют.             | Бер.             | Квіт.            | Трав.            | Черв.            | Лип.             | Серп.            | Вер.             | Жовт.            | Лист.            | Груд.            |                  |
| Середній максимум, °C                         | −4,86            | −3,54            | 2,68             | 9,83             | 16,84            | 21,97            | 23,35            | 22,44            | 17,28            | 11,11            | 4,89             | −2,97            |                  |
| Середня температура, °C                       | −11,19           | −9,88            | −3,64            | 3,51             | 10,51            | 15,66            | 18,98            | 18,07            | 12,88            | 6,74             | 0,50             | −7,35            |                  |
| Середній мінімум, °C                          | −17,52           | −16,2            | −9,97            | −2,82            | 4,19             | 9,31             | 14,62            | 13,69            | 8,50             | 2,36             | −3,87            | −11,72           |                  |
| Норма опадів, мм                              | 92               | 63               | 78               | 82               | 93               | 89               | 100              | 96               | 93               | 89               | 99               | 94               |                  |
| Середньомісячна швидкість вітру, м/с          | 3.60             | 3.70             | 3.90             | 3.78             | 3.50             | 3.10             | 2.80             | 2.60             | 2.90             | 3.26             | 3.50             | 3.50             |                  |
| Середньомісячна сонячна радіація, кДж/м²·день | 5219             | 8364             | 12158            | 15647            | 18374            | 20360            | 19730            | 17559            | 13085            | 8243             | 4959             | 4129             |                  |
| --------------------------------------------- | ---------------- | ---------------- | ---------------- | ---------------- | ---------------- | ---------------- | ---------------- | ---------------- | ---------------- | ---------------- | ---------------- | ---------------- | ---------------- |
| Джерело:                                      |                  |                  |                  |                  |                  |                  |                  |                  |                  |                  |                  |                  |                  |